# Maciej Kurowski

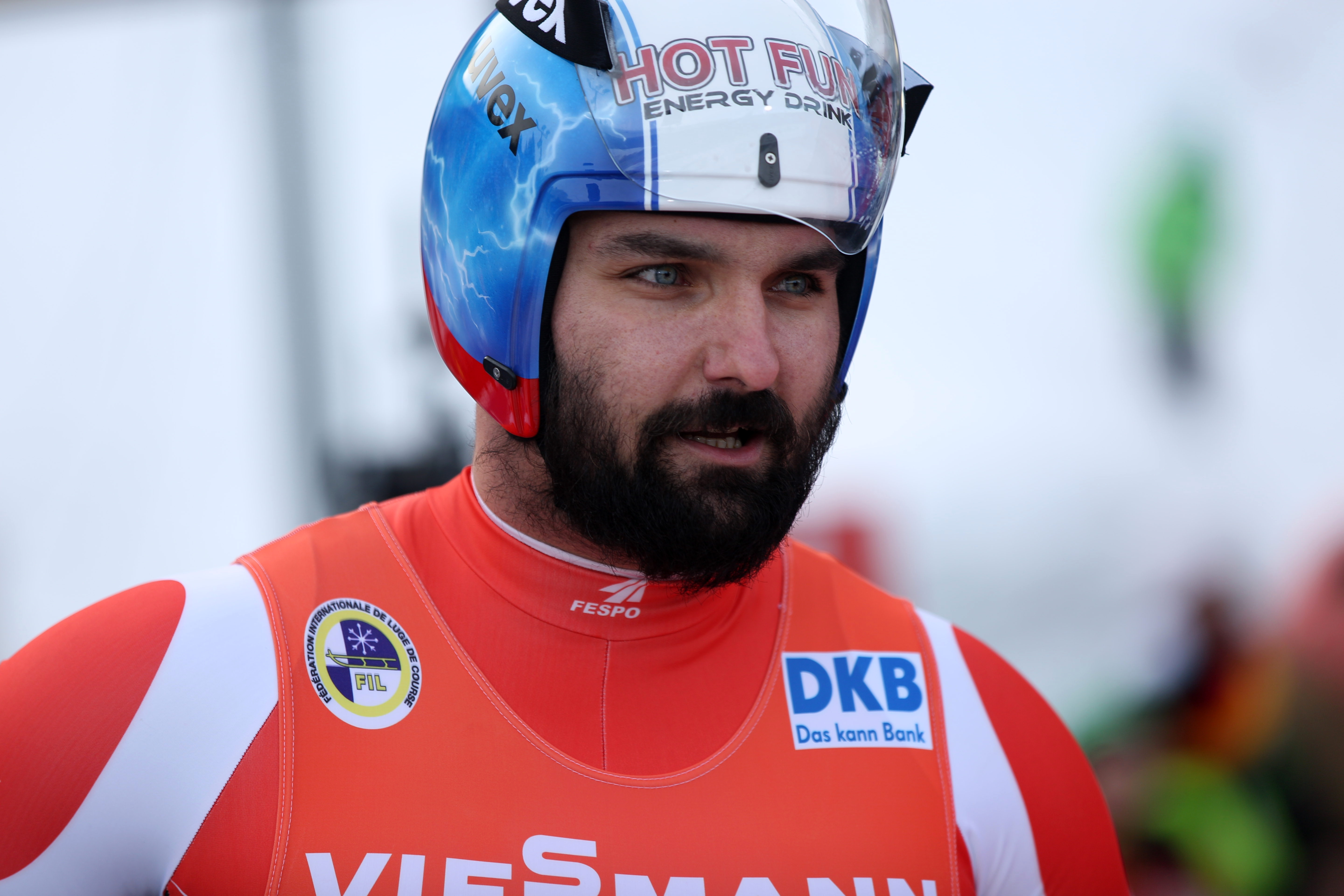
Maciej Kurowski 2017 in Oberhof

Maciej Kurowski (* 19. Juni 1986 in Jelenia Góra) ist ein polnischer Rennrodler.
Kurowski, Student aus Jelenia Góra, rodelt seit 2000 und gehört seit 2005 zum polnischen Nationalkader im Rennrodeln. Seit der Saison 2006/07 tritt er im Rennrodel-Weltcup an. Sein bislang bestes Resultat in einem Einzelrennen erreichte er in seiner ersten Saison als 27. in Altenberg. Mit der Mannschaft erreichte er in Calgary in derselben Saison den sechsten Platz. Bei den Rennrodel-Weltmeisterschaften 2007 in Igls belegte er im Einzelrennen den 38. Platz, mit der Mannschaft wurde Kurowski Zehnter. In der Saison 2007/08 trat er auch gemeinsam mit Adam Wanielista im Doppelsitzer an und erreichte in Sigulda zum Saisonfinale die Ränge 22 und 23. Im Einsitzer nahm er an allen Rennen teil und wurde 31. der Gesamtwertung, konnte aber die herausragenden, schon erbrachten Leistungen nicht mehr bestätigen. Diese Entwicklung setzte sich in den folgenden Saisonen fort.